# Депортес Киндио
Депортес Киндио (на испански: Deportes Quindío) е колумбийски футболен отбор от Армения, департамент Киндио. Създаден е на 8 януари 1951 г. Въпреки че е един от по-старите отбори в страната и е сред тези с най-много сезони в елитната Категория Примера А, Депортес Киндио има само една шампиноска титла.

## История
Най-силните години на отбора са скоро след създаването му. След две вицешампионски титли през 1953 и 1954 г., Депортес Киндио печели шампионата през 1956 г. През следващите години до началото на 21 век тимът няма значителни успехи. През 2000 г. изпада в Категория Примера Б, но още следващата година печели шампионата и промоция за първа дивизия. През 2013 г. изпада директно във втора дивизия и отново е на път веднага да се завърне в първа, след като печели първия финален мач срещу Хагуарес де Кордоба с 2:0; в реванша обаче пада с 3:0 и остава на второ място, коуто дава право на отбора да играе бараж.

## Играчи

### Известни бивши играчи
- Адолфо Андраде
- Бернардо Редин
- Виктор Бония
- Едиксон Переа
- Леонел Алварес
- Оскар Кордоба
- Уго Родалега
- Хорхе Бермудес
- Себастиан Ернандес

## Успехи
- Категория Примера А:
  - Шампион (1): 1956
  - Вицешампион (2): 1953, 1954
- Категория Примера Б:
  - Шампион (1): 2001
  - Вицешампион (1): 2014
- Копа КОНМЕБОЛ:
  - Четвъртфинал (1): 1998

## Рекорди
- Най-голяма победа: 11:1 срещу Депортиво Самариос, 9 ноември 1952
- Най-голяма загуба: 7:0 срещу Депортиво Кали, 19 ноември 1961; Индепендиенте Санта Фе, 28 януари 1968; Хуниор, 18 април 1982
- Най-много мачове: Хорхе Бермудес – 608
- Най-много Голове: Роберто Урути – 90
- Най-много мачове без загуба: 14 през 1992 г.